# DejaVu (carattere tipografico)

DejaVu Serif

DejaVu Sans Mono

DejaVu Sans

I tipi di carattere DejaVu sono una variante dei font Bitstream Vera disegnati per estendere la copertura del set di caratteri Unicode degli originali.
Lo sviluppo della famiglia di caratteri è ancora molto attivo e gli aggiornamenti sono frequenti.

## Il progetto DejaVu
La famiglia Bitstream Vera era limitata ai caratteri ASCII ed alla porzione del supplemento Latin-1 di Unicode (grossomodo equivalente ai caratteri disponibili nello standard ISO-8859-15), ma è disponibile con una licenza che ne permette la modifica. Il progetto dei font DejaVu fu iniziato con lo scopo di «fornire una gamma più ampia di caratteri... mantenendo l'aspetto originale attraverso il processo di sviluppo collaborativo».
Lo sviluppo dei font è portato avanti da molte persone, ed è organizzato con un wiki ed una mailing list.
Il progetto DejaVu fonts è stato iniziato da Štěpán Roh. Nel tempo, ha assorbito molti altri progetti analoghi, nati per estendere i font Bitstream Vera; questi progetti includono le famiglie di caratteri Olwen, Bepa, Arev (solo in parte), ed i font standard della distribuzione Linux SuSE.  I font sono utilizzabili gratuitamente, e grazie alla licenza sotto cui sono distribuiti, liberamente modificabili.

## I tipi di carattere della famiglia
Oltre ai tipi di carattere basati sui caratteri Bitstream Vera, la famiglia DejaVu comprende, a carattere sperimentale, altre varianti. I singoli tipi di carattere compresi nella famiglia sono al momento 21, rispetto ai 10 offerti da Bitstream Vera:
- DejaVu Sans
  - DejaVu Sans Bold
  - DejaVu Sans Bold Oblique
  - DejaVu Sans ExtraLight (assente in Bitstream Vera)
  - DejaVu Sans Oblique
- DejaVu Sans Condensed (assente in Bitstream vera)
  - DejaVu Sans Condensed Bold
  - DejaVu Sans Condensed Bold Oblique
  - DejaVu Sans Condensed Oblique
- DejaVu Sans Mono
  - DejaVu Sans Mono Bold
  - DejaVu Sans Mono Bold Oblique
  - DejaVu Sans Mono Oblique
- DejaVu Serif
  - DejaVu Serif Bold
  - DejaVu Serif Bold Oblique (ha un aspetto corsivo; Bitstream Vera si affida al sistema per ottenere una versione obliqua di Bitstream Vera Serif Bold)
  - DejaVu Serif Oblique (ha un aspetto corsivo; Bitstream Vera si affida al sistema per ottenere una versione obliqua di Bitstream Vera Serif)
- DejaVu Serif Condensed (assente in Bitstream Vera)
  - DejaVu Serif Condensed Bold
  - DejaVu Serif Condensed Bold Oblique
  - DejaVu Serif Condensed Oblique

## La copertura di Unicode

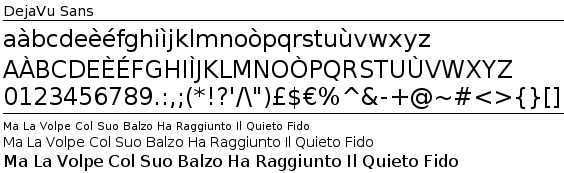
Il tipo DejaVu Sans

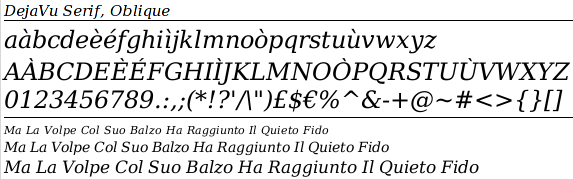
Il tipo DejaVu Serif Oblique

DejaVu Sans (Il font più completo) include 3611 glifi, 3525 caratteri e 2558 coppie di kerning nella versione v2.8. Fornisce caratteri dai seguenti blocchi Unicode:
- Basic Latin (96)
- Latin-1 Supplement (96)
- Latin Extended-A (128), Latin Extended-B (194)
- IPA Extensions (96)
- Spacing Modifier Letters (63)
- Combining Diacritical Marks (89)
- Greek (and Coptic) (124)
- Cyrillic (248)
- Cyrillic Supplement (16)
- Armenian (86)
- Arabic (110)
- Phonetic Extensions (68)
- Phonetic Extensions Supplement (37)
- Latin Extended Additional (246)
- Greek Extended (233)
- General Punctuation (87)
- Superscripts and Subscripts (29)
- Currency Symbols (19)
- Combining Diacritical Marks for Symbols (2)
- Letterlike Symbols (29)
- Number Forms (49)
- Arrows (112)
- Mathematical Operators (216)
- Miscellaneous Technical (19)
- Control Pictures (2)
- Enclosed Alphanumerics (10)
- Block Elements (32)
- Geometric Shapes (96)
- Miscellaneous Symbols (161)
- Dingbats (174)
- Miscellaneous Mathematical Symbols-A (5)
- Braille Patterns (256)
- Miscellaneous Mathematical Symbols-B (9)
- Supplemental Mathematical Operators (54)
- Miscellaneous Symbols and Arrows (2)
- Private Use Area (8)
- Alphabetic Presentation Forms (12)
- Arabic Presentation Forms-A (70)
- Arabic Presentation Forms-B (141)
- Specials (1)

DejaVu Serif include 1820 glifi, 1806 caratteri e 1300 coppie di kerning nella versione v2.8.